# Federico Flores
Federico Jesús Flores (Rosario, Argentina; 18 de mayo de 1992) es un futbolista argentino. Juega de centrocampista y su equipo actual es Gualaceo Sporting Club de la Serie B de Ecuador.

## Trayectoria
Flores comenzó en las divisiones juveniles de Rosario Central, posteriormente hizo su debut en el primer equipo el 16 de junio de 2013 en una victoria de Primera B Nacional sobre el Deportivo Merlo cuando fue sustituido por los últimos cinco minutos. Rosario Central terminó esa temporada ganando el ascenso a la Primera División de Argentina. 
En junio de 2015, después de hacer una sola aparición para Rosario Central, Flores fue cedido al Real Potosí de Bolivia equipo que disputaba la Primera División. Su primer partido fue el 9 de agosto en una derrota de la liga contra el Jorge Wilstermann. El 10 de diciembre, Flores anotó un triplete en una victoria por 6 a 1 contra Oriente Petrolero. Esos fueron sus únicos tres goles en dieciséis apariciones en todas las competiciones para el equipo.
En el 2016 regresa a Rosario Central, pero dejó el club en es mismo año para unirse al Arsenal de Sarandí. Su debut con el Arsenal se produjo en un empate de la Copa Argentina contra Defensores de Belgrano el 12 de agosto. Después de cero apariciones en la liga, fue liberado en julio de 2017, siendo fichado en ese mismo año por el Sportivo Figherense, dónde término la temporada.
En febrero de 2018 es contratado por el equipo ecuatoriano Gualaceo Sporting Club.

## Estadísticas

### Clubes
Actualizado al último partido disputado el 30 de octubre de 2024.
| Club                 | País          | Año           | Partidos | Goles |
| -------------------- | ------------- | ------------- | -------- | ----- |
| Rosario Central      | Argentina     | 2013-2015     | 1        | 0     |
| Real Potosí (cedido) | Bolivia       | 2015          | 16       | 3     |
| Rosario Central      | Argentina     | 2016          | 0        | 0     |
| Arsenal de Sarandí   | Argentina     | 2016-2017     | 1        | 0     |
| Sportivo Figherense  | Argentina     | 2017-2018     | 0        | 0     |
| Gualaceo S. C.       | Ecuador       | 2018-2021     | 85       | 8     |
| Libertad F. C.       | Ecuador       | 2022          | 19       | 0     |
| Gualaceo S. C.       | Ecuador       | 2023-act.     | 51       | 3     |
| Total carrera        | Total carrera | Total carrera | 173      | 14    |

### Participaciones internacionales
| Torneo                 | Club        | País    |
| ---------------------- | ----------- | ------- |
| Copa Sudamericana 2015 | Real Potosí | Bolivia |

## Palmarés

### Campeonato nacionales
| Título             | Club            | País      | Año     |
| ------------------ | --------------- | --------- | ------- |
| Primera B Nacional | Rosario Central | Argentina | 2012-13 |